# Al șaptelea continent (film din 1966)

Afiș original al filmului

Al șaptelea continent (în croată Sedmi kontinent  ) este un film croat regizat de Dušan Vukotić. A fost lansat în 1966.

## Prezentare
Un grup de copii descoperă un nou continent, nelocuit de adulți. Curând, mii de copii din toate rasele încep să-și abandoneze părinții și ajung pe noul continent, formând o societate prietenoasă și veselă, în care toți sunt egali. Părinții lor își dau seama că au dispărut copiii din toată lumea și încep să-i caute, dar nu sunt conștienți de existența celui de-al șaptelea continent...

## Distribuție
- Demeter Bitenc ca tată al băiatului alb
- Karla Chadimová ca soție a generalului
- Vanja Drach ca Diplomat
- Oudy Rachmat Endang ca tată al fetei galbene
- Mikloš Huba ca general
- Jindřich Láznička
- Antun Nalis ca Otac djece
- Tomislav Pasarić ca băiat alb
- Hermina Pipinić ca mamă a băiatului alb
- Abdoulaye Seck ca băiat negru
- Viktor Starčić ca expert la conferință
- Iris Vrus ca fată galbenă
- Dano Živojinović

## Vezi și
- Listă de filme străine până în 1989‎‎